# Hyesan
Hyesan es una ciudad situada en el norte de Corea del Norte y capital de la provincia de Ryanggang. Es un centro de transporte fluvial, así como un centro de distribución de productos. También es el centro administrativo de la provincia de Ryanggang. En 2008, la población de la ciudad era de 192 680 habitantes. Junto a la ciudad se localiza una mina de cobre de la que se extrae el 80% de la producción del país.